# Клевиль (Кальвадос)
Клеви́ль (фр. Cléville) — коммуна во Франции, находится в регионе Нижняя Нормандия. Департамент коммуны — Кальвадос. Входит в состав кантона Троарн. Округ коммуны — Кан.
Код INSEE коммуны — 14163.

## Население
Население коммуны на 2010 год составляло 351 человек.
| 1962 | 1968 | 1975 | 1982 | 1990 | 1999 | 2010 |
| ---- | ---- | ---- | ---- | ---- | ---- | ---- |
| 257  | 223  | 215  | 242  | 298  | 269  | 351  |

## Экономика
В 2010 году среди 235 человек трудоспособного возраста (15—64 лет) 180 были экономически активными, 55 — неактивными (показатель активности — 76,6 %, в 1999 году было 66,5 %). Из 180 активных жителей работали 168 человек (88 мужчин и 80 женщин), безработных было 12 (7 мужчин и 5 женщин). Среди 55 неактивных 14 человек были учениками или студентами, 30 — пенсионерами, 11 были неактивными по другим причинам.